# Panciera
I Panciera (spesso distinti dall'appellativo "di Zoppola") sono una famiglia aristocratica friulana.
Fu inoltre ascritta al patriziato veneziano.

## Storia
Originari di Portogruaro, i Panciera hanno origini piccolo-borghesi e devono la loro fortuna ad Antonio di Andrea, che tra il Tre e il Quattrocento svolse una brillante carriera ecclesiastica grazie ai favori del cardinale Pietro Tomacelli, in seguito eletto papa con il nome di Bonifacio IX. Mentre lui otteneva importanti cariche (vescovado di Concordia, patriarcato di Aquileia, cardinalato), la sua famiglia conseguiva privilegi e onorificenze: così, con la bolla 1º settembre 1392, essa poté fregiarsi di un proprio stemma (derivato, non a caso, da quello dei Tomacelli) e nel 1399, su concessione dell'imperatore Venceslao di Lussemburgo, ottenne il titolo comitale.
Lo stesso Antonio, essendo patriarca di Aquileia, esercitò anche il potere temporale su alcuni feudi e concesse ai fratelli il castello di Zoppola, che fu per secoli sede della casata (e che appartiene tuttora ai discendenti).
Quando l'intero Friuli passò sotto il controllo della Serenissima, tale investitura fu confermata dal Senato veneziano.
Nel 1777, quando la Repubblica di Venezia emanò un bando per l'aggregazione di quaranta nuove famiglie al patriziato, i Panciera di Zoppola furono tra le tredici ad esservi ammesse il giorno 28 settembre.
Dopo la caduta della Serenissima, l'Impero d'Austria concedette a questo casato il riconoscimento della nobiltà tramite le Sovrane Risoluzioni del 24 luglio 1820 e del 27 ottobre 1822.

## Stemma del Casato
Semipartito troncato: nel 1° di rosso, alla banda scaccata d'azzurro e d'argento di tre file [Tomacelli]; nel 2° di rosso, alla corazza (pancera) al naturale [Panciera]; nel 3° d'azzurro, alla stella di sette raggi d'oro [Zoppola].
I Panciera si erano visti concedere dal cardinale napoletano  Pietro Tomacelli, che sarà poi Papa Bonifacio IX,  del quale Antonio Panciera fu lungamente al servizio, di inserire nella propria anche l'arma della famiglia Tomacelli. Un grande onore, del quale la famiglia fece sempre grande uso anche sopra le monete fatte coniare dal Patriarca Antonio.

## Membri illustri
- Antonio Panciera (1350 - 1431), cardinale, patriarca di Aquileia dal 1402 alla morte.

## Luoghi e architetture
- Castello di Zoppola, a Zoppola
- Palazzo Pancera di Zoppola, già Villa Martinengo di Padernello, a Collebeato;
- Villa Panciera, sempre a Zoppola.
- Palazzo Pancera Zoppola, prima Spinola ora Franceschetti a Nigoline Bonomelli di Corte Franca.[4][5][6]